# 熊奕韬
熊奕韬（英語：Jeffery Xiong，2000年10月30日—），美国华裔国际象棋棋手、国际象棋特级大师。
熊奕韬祖籍中国湖南，出生于美国得克萨斯州普莱诺。他于2010年被授予棋联大师称号。2012年，获世界国际象棋12岁组亚军。2014年， 晋升为国际大师。2015年获美国青年锦标赛亚军，并于同年晋升为特级大师。2016年3月，其等级分首次超过2600分。同年，他又先后夺得了卡帕布兰卡纪念赛B组冠军、美国青年锦标赛冠军、世界青年锦标赛冠军。